# ペドロ・バルデス
ペドロ・ホセ・バルデス・マンゾ（Pedro Jose Valdes Manzo、1973年6月29日 - ）は、プエルトリコ出身の元プロ野球選手（外野手、左投左打）。

## 経歴

### プロ入りとカブス時代
1990年のMLBドラフト12巡目（全体340位）でシカゴ・カブスから指名され、プロ入り。
1996年5月15日、メジャーデビューを果たした。
1998年12月4日にDFAを経て自由契約となった。

### レンジャーズ時代
1999年1月12日にボストン・レッドソックスと契約したが、4月5日に再びDFAとなった。4月18日にテキサス・レンジャーズと契約した。

### ダイエー時代
2000年オフ、年俸2,500万円でトニー・ミッチェルとともに福岡ダイエーホークスに入団。来日1年目の2001年シーズンは、恐怖の2番打者として一時は打率4割を記録するなどの活躍を見せた。
2002年も前年同様21本塁打をマークした。
2003年には打撃3部門全てで自己最高の成績をマークし、チームの日本一に貢献。3番井口資仁（109打点）、4番松中信彦（123打点）、5番城島健司（119打点）の後を支える6番打者として104打点を記録し、100打点カルテットを組んだ。
2004年は、夏場までは3割を超える活躍を見せていたが、8月中旬から不振に陥り、9月には故障により登録を抹消されるもプレーオフには出場した。この年は打率3割を逃し、4年連続での3割達成を逃す形となった。オフには戦力外通告を受け退団した。本人は、日本でのプレーを希望していたが獲得する球団は現れなかった。

### メキシカンリーグ時代
2005年は、メキシカンリーグへ移籍。
2006年はメキシカンリーグのゲレーロ・デ・オアハカに在籍し、打率.362、本塁打14、打点100を残す。

### 韓国時代
2006年12月29日、李炳圭が中日ドラゴンズに移籍し、選手層の薄くなっていた韓国プロ野球のLGツインズに入団。LGでのニックネームは「蚕室の黒真珠」「잠실의 흑진주」。2007年は打撃面では安定していたものの、長打力が期待に及ばなく、また守備にも不安があったことや、チームがサムスンからジェイミー・ブラウンを獲得したこともあり、1年で自由契約となる。

### メキシカンリーグ時代
2008年以降は、主にメキシカンリーグでプレーした。

### プエルトリコ時代
2009年からはプエルトリコのウィンターリーグでもプレー。
2010年-2011年シーズンには打率.316（6位）、本塁打4（1位タイ）、打点27（1位）を残し、シーズンMVPを受賞。さらにカロリーナ市から長年の功績を讃えられバルデスの背番号20が永久欠番とされた。受賞に際しては「このような賞をいただいて非常に感動している。ここカロリーナでは私の家族、息子たち、市長、そして毎試合自分を応援してくれたカロリーナのファンといつも過ごしてきた」とコメントした。
2013年3月に開催された第3回WBCのプエルトリコ代表に選出された。

### 引退後
2017年1月12日にオリックス・バファローズの駐米スカウトに就任した。

## 人物
関係者によれば「気難しい人物」であるという。例えばフリー打撃では「真ん中の球以外には手を出さない。ストライクゾーン内であっても、内外角両コーナーの球は見送り、打って手がしびれたりすると、規定のスイング数の途中で止めてしまうことがあった」。また人間の好き嫌いも激しく、ダイエー時代に打撃コーチを務めた新井宏昌は、後に「当時、自身がバルデスから毛嫌いされていた」「（バルデスが）本塁打を打ってベンチに帰ってきた際も、一人だけハイタッチを拒否された」ことを明らかにしており、バルデスからは「新井コーチが打撃投手に指示して、自分が打ちにくい球を投げさせている」とまで言われた（もちろんそのような事実はない）と語っている。

## 詳細情報

### 年度別打撃成績
| 年 度    | 球 団    | 試 合 | 打 席 | 打 数 | 得 点 | 安 打 | 二 塁 打 | 三 塁 打 | 本 塁 打 | 塁 打 | 打 点 | 盗 塁 | 盗 塁 死 | 犠 打 | 犠 飛 | 四 球 | 敬 遠 | 死 球 | 三 振 | 併 殺 打 | 打 率 | 出 塁 率 | 長 打 率 | O P S |
| -------- | -------- | ----- | ----- | ----- | ----- | ----- | -------- | -------- | -------- | ----- | ----- | ----- | -------- | ----- | ----- | ----- | ----- | ----- | ----- | -------- | ----- | -------- | -------- | ----- |
| 1996     | CHC      | 9     | 9     | 8     | 2     | 1     | 1        | 0        | 0        | 2     | 1     | 0     | 0        | 0     | 0     | 1     | 0     | 0     | 5     | 0        | .125  | .222     | .250     | .472  |
| 1998     | CHC      | 14    | 24    | 23    | 1     | 5     | 1        | 1        | 0        | 8     | 2     | 0     | 1        | 0     | 0     | 1     | 0     | 0     | 3     | 1        | .217  | .250     | .348     | .598  |
| 2000     | TEX      | 30    | 60    | 54    | 4     | 15    | 5        | 0        | 1        | 23    | 5     | 0     | 0        | 0     | 0     | 6     | 0     | 0     | 7     | 0        | .278  | .350     | .426     | .776  |
| 2001     | ダイエー | 137   | 611   | 526   | 95    | 163   | 31       | 0        | 21       | 257   | 81    | 1     | 1        | 2     | 6     | 77    | 4     | 0     | 85    | 13       | .310  | .394     | .489     | .883  |
| 2002     | ダイエー | 121   | 506   | 446   | 65    | 135   | 32       | 2        | 21       | 234   | 76    | 2     | 1        | 3     | 2     | 52    | 5     | 3     | 82    | 14       | .303  | .378     | .525     | .903  |
| 2003     | ダイエー | 124   | 534   | 453   | 72    | 141   | 24       | 2        | 26       | 247   | 104   | 1     | 1        | 0     | 10    | 64    | 4     | 7     | 64    | 16       | .311  | .397     | .545     | .942  |
| 2004     | ダイエー | 115   | 503   | 419   | 68    | 117   | 20       | 0        | 18       | 191   | 74    | 1     | 0        | 0     | 6     | 74    | 1     | 4     | 61    | 20       | .279  | .388     | .456     | .844  |
| 2007     | LG       | 116   | 512   | 435   | 50    | 123   | 15       | 0        | 13       | 177   | 72    | 4     | 1        | 0     | 5     | 70    | 4     | 2     | 49    | 14       | .283  | .381     | .407     | .788  |
| MLB：3年 | MLB：3年 | 53    | 93    | 85    | 7     | 21    | 7        | 1        | 1        | 33    | 8     | 0     | 1        | 0     | 0     | 8     | 0     | 0     | 15    | 1        | .247  | .312     | .388     | .700  |
| NPB：4年 | NPB：4年 | 497   | 2154  | 1844  | 300   | 556   | 107      | 4        | 86       | 929   | 335   | 5     | 3        | 5     | 24    | 267   | 14    | 14    | 292   | 63       | .302  | .389     | .504     | .893  |
| KBO：1年 | KBO：1年 | 116   | 512   | 435   | 50    | 123   | 15       | 0        | 13       | 177   | 72    | 4     | 1        | 0     | 5     | 70    | 4     | 2     | 49    | 14       | .283  | .381     | .407     | .788  |

### 記録
NPB
- 初出場・初先発出場：2001年3月24日、対オリックス・ブルーウェーブ1回戦（福岡ドーム）、2番・左翼手で先発出場
- 初安打：同上、8回裏に山口和男から左前安打
- 初本塁打・初打点：2001年3月25日、対オリックス・ブルーウェーブ2回戦（福岡ドーム）、5回裏に加藤伸一から右越2ラン
- 初盗塁：2001年6月13日、対大阪近鉄バファローズ12回戦（福岡ドーム）、1回裏に二盗（投手：髙村祐、捕手：北川博敏）

### 背番号
- 28 （1996年、1998年）
- 9 （2000年）
- 35 （2001年 - 2004年）
- 57 （2007年）
- 20 （2013WBC）

### 代表歴
- 2013 ワールド・ベースボール・クラシック・プエルトリコ代表